# Dina Mironovna Pronitxieva
Dina (Vera) Mironovna Pronitxieva (ucraïnès: Діна Миронівна Пронічева; 7 de gener de 1911 Txerníhiv, Imperi Rus; Kíev, RSS d'Ucraïna, 1977) fou una actriu jueva soviètica del Teatre de Titelles de Kíev, i una de les 29 persones supervivents d'entre les 33.771 assassinades pels nazis a la massacre de Babi Iar (Kíev) el 29-30 setembre de 1941. Detinguda a Kiev el setembre de 1941, inicialment va estripar la seva targeta d'identitat i va afirmar no ser jueva sinó només una visitant de fora, però els alemanys van decidir matar-la igualment per a evitar el seu testimoni de la repressió. Com la resta de jueus, va ser ordenada caminar cap al barranc i despullar-se abans de ser disparada. Va saltar abans de rebre l'impacte de les bales i va caure sobre altres cossos, fent-se la morta sobre una pila (milers) de cadàvers. Va aguantar mentre els nazis continuaven disparant els ferits o víctimes que respiraven. Tot i que les SS van cobrir la fossa comuna amb terra, Dina va aconseguir pujar-hi durant la nit i escapar. Evitant les llums dels nazis que remataven les víctimes encara vives dins la fossa, va ser una de les poquíssimes supervivents de la massacre.
Només se'n coneixen 28 altres supervivents de la matança. Tanmateix, va ser la única que va poder testificar al gener de 1946 en el judici de guerra de Kíev contra els criminals nazis. Va explicar la seva terrible experiència a l'escriptor Anatoli Kuznetsov, qui va incorporar-la a la seva novel·la Babi Yar, publicada a Yunost el 1966.